# Дальневосточная государственная научная библиотека
Дальневосто́чная госуда́рственная нау́чная библиоте́ка — крупнейшая и старейшая библиотека Хабаровского края и Дальневосточного федерального округа, ведущее научно-исследовательское учреждение в области библиотековедения, библиографии и книговедения, методический и консультативный центр зональных (ДФО) библиотек.
Основана 6 [18] декабря 1894 года как библиотека Приамурского отдела Императорского Русского географического общества (ПОИРГО). Ныне самостоятельная организация.
Расположена и работает в Хабаровске.
С 1924 года получает обязательные экземпляры российских изданий.

## История создания

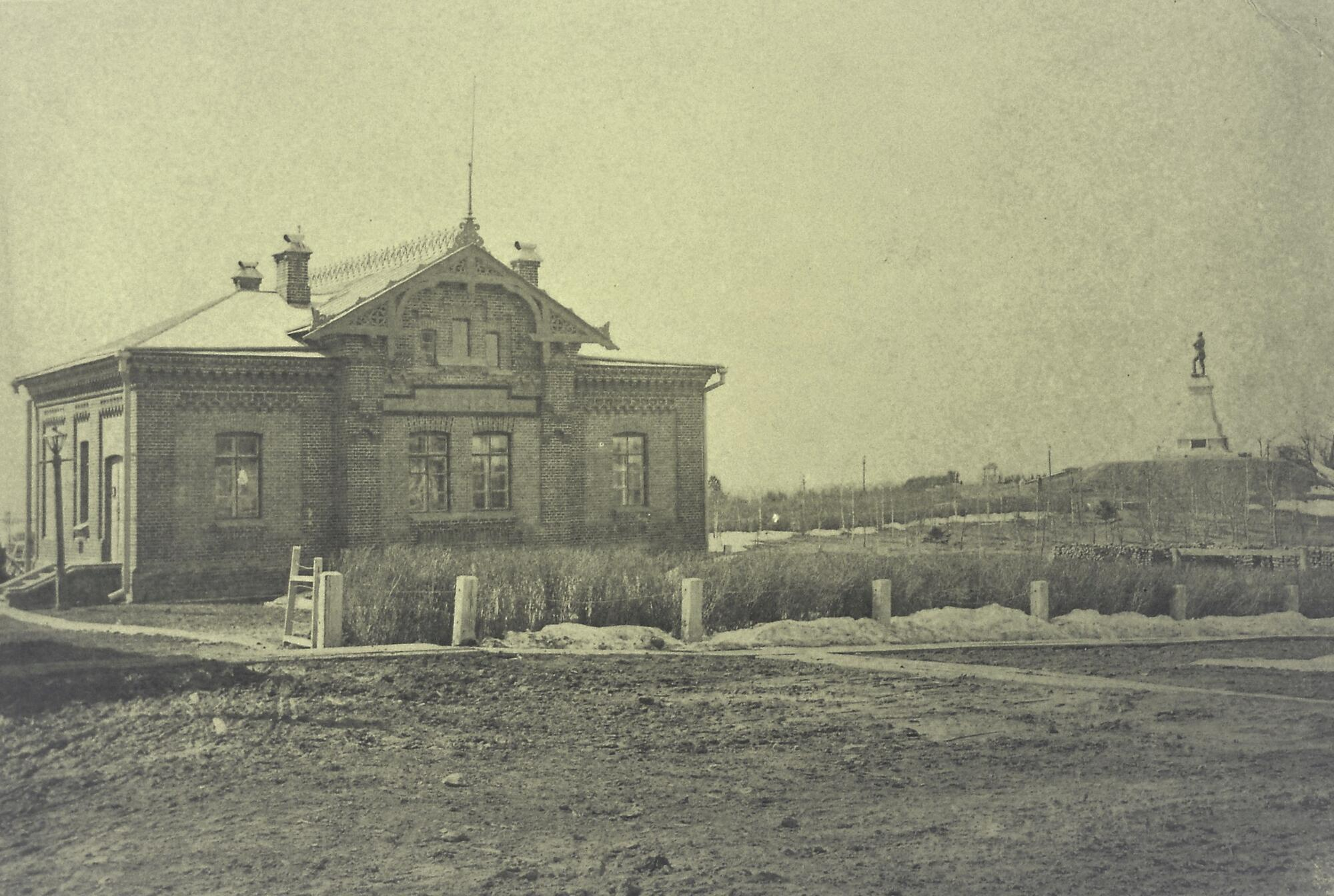
Первое здание Николаевской публичной библиотеки (ныне ул. Шевченко, 9)

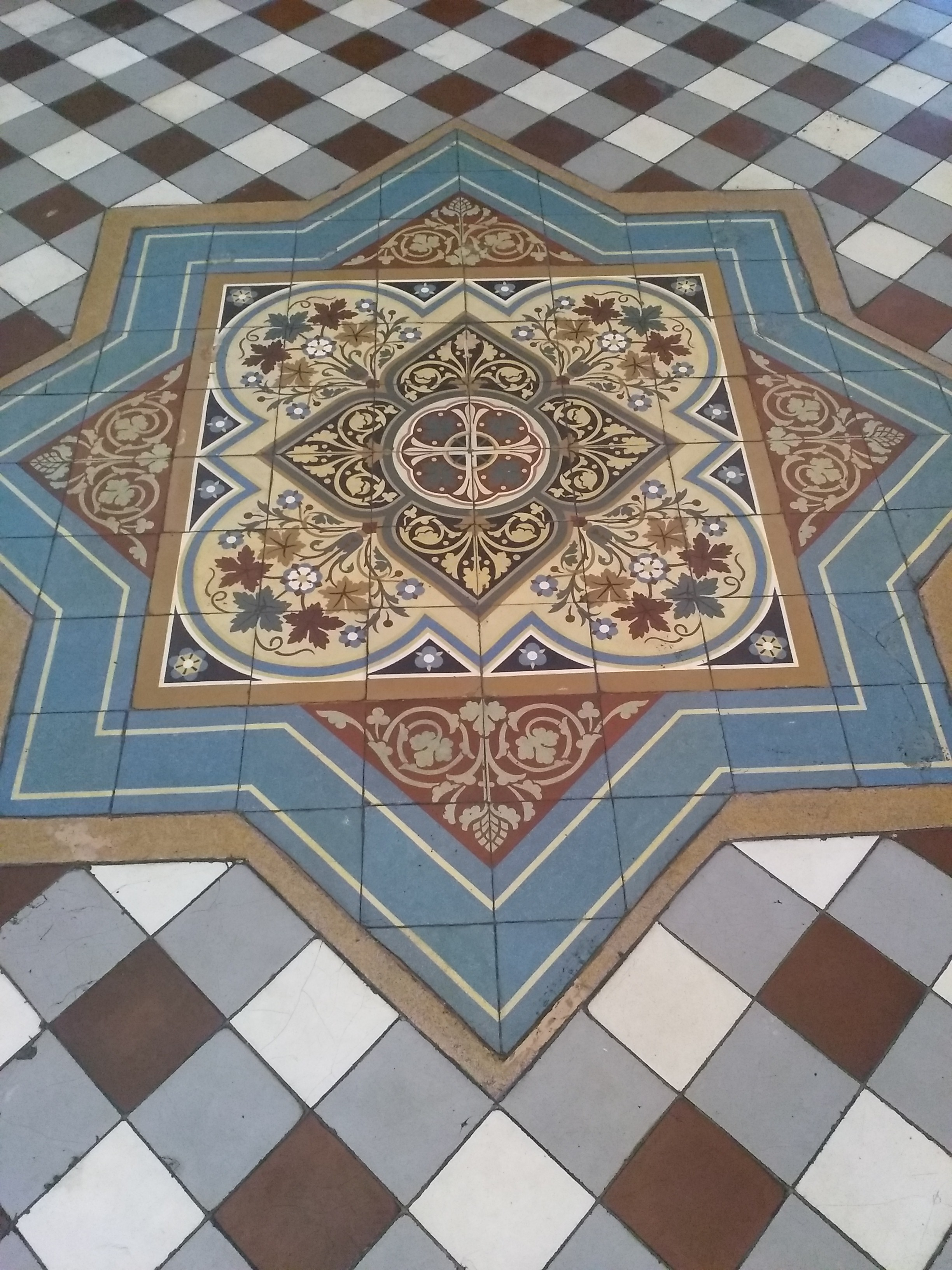
Напольная мозаика в холле ДВГНБ (ул. Муравьева-Амурского, 1)

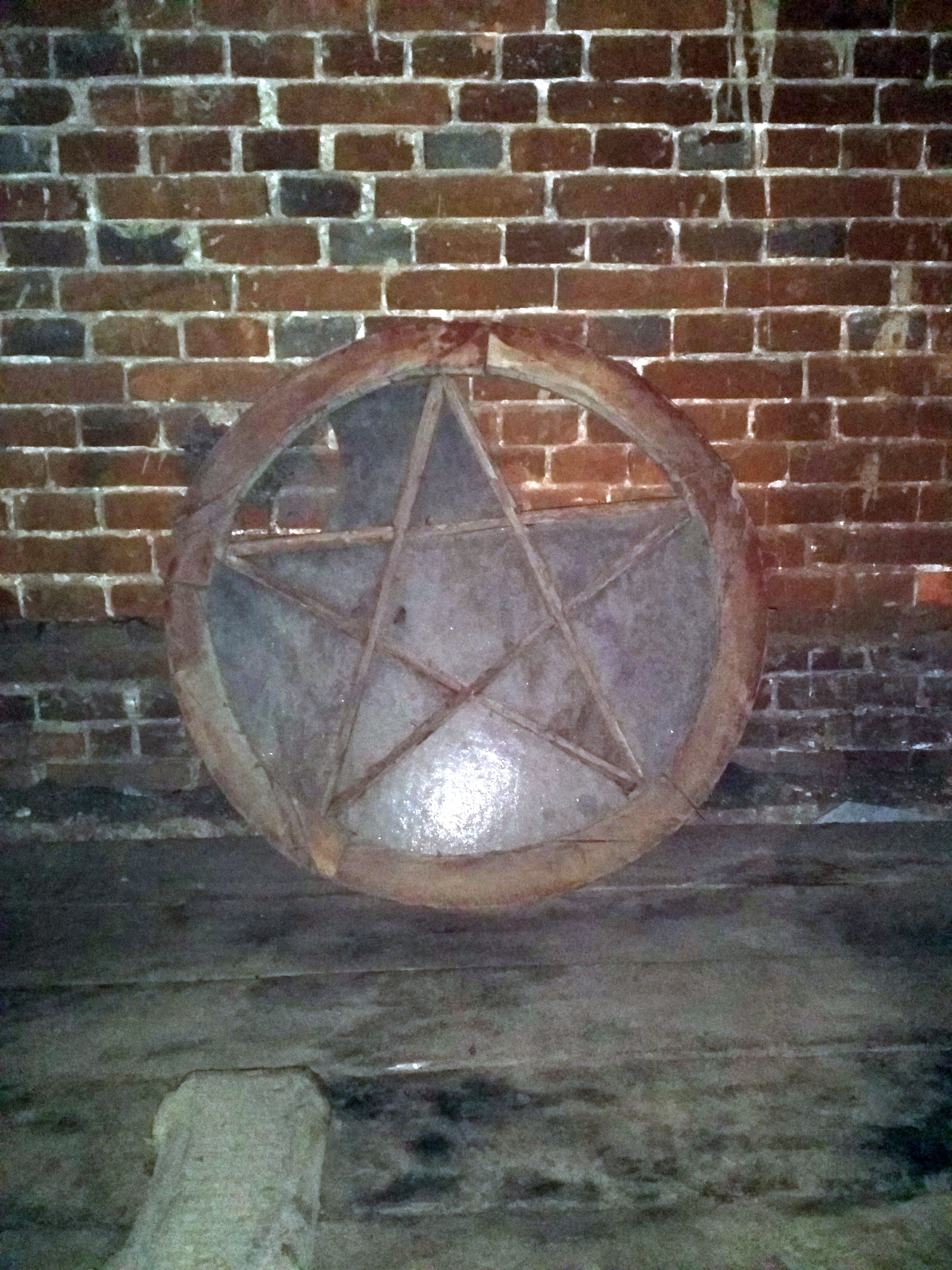
Советская звезда, заменявшая часы в здании ДВГНБ (ныне на чердаке)

15 декабря 1893 года, на этапе подготовки открытия библиотеки, Приамурский генерал-губернатор С. М. Духовский назначил заведующим библиотекой члена-учредителя ПОИРГО, чиновника особых поручений при генерал-губернаторе, офицера штаба Приамурского военного округа, капитана Михаила Алексеевича Соковнина. Склад-библиотека находилась в Хабаровске, в здании аптечного склада на Военной горе (тогда ул. Хабаровская, ныне ул. Дзержинского, 89).
Открытие библиотеки было разрешено на основании свидетельства за № 15409, выданного военным губернатором Приморской области 28 июля 1894 года.
6 [18] декабря 1894 года — открыта и освящена библиотека в здании бывшего Инвалидного («Муравьевского») домика в городском саду (тогда ул. Алексеевская, ныне ул. Шевченко, 9). Эта дата стала днём основания библиотеки.
Возглавить библиотеку (общественный директор) поручили члену правления ПОИРГО, чиновнику особых поручений при генерал-губернаторе, врачу Василию Власьевичу Перфильеву (с 1894 по 1900 гг.).
Работала библиотека только для членов ИРГО. После разборки и систематизации книг — 15 [27] февраля 1895 года — библиотека открылась для всех желающих.
Публичная библиотека началась с дара цесаревича Николая, будущего российского императора Николая II, который пожертвовал 450 книг из своей библиотеки, пожелав, чтобы к ним был открытый доступ. В его честь библиотека стала называться Николаевской публичной библиотекой.
Основатель библиотеки — Николай II, покровитель — Духовский С. М..
В первом выпуске каталога 1897 года было зарегистрировано 1805 наименований книг. В первом отделе «Медицина, гигиена и ветеринария» находилась 571 книга, во втором отделе «География и путешествия» — 364 книги, в третьем отделе «Языкознание, история литературы, критика, библиография и биографии» — 524 книги, в четвёртом отделе «Сельское хозяйство» — 346 книг.
В настоящее время фонд ДВГНБ насчитывает около 4 млн экземпляров книг, журналов, газет, изданий на электронных носителях, аудио- и видеоизданий и других видов документов. Библиотека расположена в шести зданиях Хабаровска.
Общий краеведческий фонд с учётом газет и журналов, хранящихся в отделе периодики, насчитывает около 110 тыс. единиц хранения. Фонд отдела краеведческой литературы составляет более 44 тыс. книг.

## Отделы обслуживания
- Отдел абонемента

Структурное подразделение библиотеки, осуществляющее выдачу документов из фонда отдела для пользования вне библиотеки на определённый срок и на определённых условиях.
Отдел открылся в 1947 году.
- Отдел обслуживания и фондов (бывший Отдел читальных залов и Отдел книгохранения)

Первое книгохранилище находилось в небольшой комнате. Фонд насчитывал 400 томов. В 1897—1898 гг. на благотворительные средства и субсидию Городской думы к зданию библиотеки пристроен первый читальный зал и комната для ночных занятий, которые были открыты для читателей в 1899 года.
Как самостоятельная структурная единица книгохранение существует с 1938 года.
В декабре 1996 года Отдел читальных залов и Отдел книгохранения преобразован в Отдел обслуживания и фондов.
Фонд отдела составляет более 1 млн 920 тыс. печатных изданий. Его услугами пользуются более 14 тыс. читателей и абонентов МБА (Межбиблиотечного абонемента). Число посещений более 46 тыс. человек в год, выдаётся более 300 тыс. экземпляров изданий.
- Центр информационно-библиографического обслуживания, библиографии и краеведения

Центр был образован 1 августа 2015 года в целях оптимизации штатного расписания ДВГНБ.
В его состав вошли 4 структурных подразделения библиотеки:
— группа по справочному и информационному обслуживанию,
— группа формирования и использования справочно-библиографического аппарата,
— группа краеведческой библиографии и распространения краеведческих изданий,
— группа по формированию и распространению правовой информации.
- Центр доступа к электронным ресурсам и межкультурных коммуникаций

Центр включает в себя две группы:
— группа по развитию мультимедийных технологий и по использованию сети Интернет,
— группа по развитию межкультурных коммуникаций.
Коллекция насчитывает около 70 000 книг, периодических изданий, видеофильмов, электронных ресурсов (CD, DVD) универсальной тематики на индоевропейских, славянских языках, языках народов Азии и Африки (всего около 60 языков).
Отдел комплектуется научной, учебной, художественной литературой, посредством обязательного экземпляра, международного книгообмена, даров Посольств и консульств разных стран, даров частных лиц.
- Центр корпоративных информационных библиотечных ресурсов

Отдел ЦКИБР осуществляет научную обработку поступивших в библиотеку документов, рекламирует фонды и информационные ресурсы путём организации и ведения системы каталогов, как в традиционном карточном виде, так и в электронном.
Ежегодно обрабатывается более 45 000 документов, поступающих в библиотеку.
Создание карточных каталогов относится к советскому периоду.
В 1923 года составляется первый карточный каталог на редкие книги XVIII—XIX вв.
С 1923 года начинается плановая работа по составлению карточного каталога, вначале систематического, а затем алфавитного.
В 1928 года было закончено составление систематического и алфавитного каталогов на все взятые на учёт книги.
Традиционные каталоги ДВГНБ отражают фонд, который составляет более 3 млн экземпляров документов.
Для пользователей ДВГНБ создана многоуровневая система каталогов и картотек:
— систематический каталог (СК),
— генеральный Алфавитный каталог (ГАК),
— каталог продолжающихся изданий.
Справочно-поисковый аппарат в СК:
— алфавитно-предметный указатель (АПУ).
С 4 февраля 2008 года ряд традиционных читательских каталогов остановлен:
— алфавитный каталог (АК),
— раздел 84.Художественная литература Систематического каталога (СК),
— предметный каталог.
Информация о документах, поступивших в фонд библиотеки после 4 февраля 2008 года, представлена в полном объёме в Электронном каталоге ДВГНБ.
Действующие каталоги ежегодно пополняются на 30-35 тыс. карточек на новые документы, поступившие в библиотеку.
С 1995 года сотрудники отдела приступили к созданию Электронного каталога (ЭК) новых поступлений библиотеки, первая электронная библиографическая запись которого начинается с инвентарного номера 2709401.
- Центр комплексного библиотечного обслуживания

Центр был образован 1 августа 2015 года в целях оптимизации штатного расписания ДВГНБ.
В его состав вошли 3 структурных подразделения библиотеки:
— отдел периодической печати,
— группа по сельскохозяйственной литературе, нормативно-технической документации и библиографии,
— группа нотных изданий и музыкальных звукозаписей.
- Хабаровский региональный центр с доступом к ресурсам Президентской библиотеки имени Б. Н. Ельцина

Центр является структурным подразделением библиотеки.
- Центр консервации документов и изучения книжных памятников Хабаровского края

Отдел организован в 2013 года в результате слияния трёх структурных подразделений: Краевого научно-исследовательского центра книжных памятников, Центра консервации библиотечных фондов и сектора переплётных работ ДВГНБ.
Отдел ведёт работу по трём основным направлениям:
- выявление, описание, учёт и изучение редких и ценных изданий на территории Хабаровского края;
- сохранение библиотечных фондов и редких и ценных изданий на территории Хабаровского края;
- массовый переплёт документов для обеспечения физического сохранения фонда ДВГНБ.

В Отделе производится научная обработка фондов и ведение каталогов и баз данных.
Для посетителей доступны следующие каталоги и картотеки:
- алфавитный каталог на фонд редких и ценных изданий;
- картотека владельческих и других знаков на документах редкого фонда;
- картотеки на владельческие коллекции в составе редкого фонда;
- картотека изданий периода первой русской революции (1905—1907 гг.);
- картотека изданий первых лет Советской власти (1917—1925 гг.) и другие.

На 1 января 2019 года фонд Отдела составил 28 396 единицы хранения, из которых около 27 000 — редкие и ценные издания.
Хронологические границы фонда: XV—XXI вв. (издания с 1482 г. по настоящее время). Фонд универсального содержания, но преобладают печатные издания по истории, исторической географии, юриспруденции, а также художественная литература. Литература на иностранных языках представлена в основном изданиями на английском, французском, немецком и латинском языках и составляет около 4000 единиц хранения.
Фонд Краевого научно-исследовательского центра книжных памятников (бывший отдел редкой книги) формировал книжные коллекции по отдельным направлениям:
— собрания печатной продукции переломных этапов развития общества (революции 1905—1907 гг.),
— первых лет Советской власти 1917—1925 гг.,
— издания Великой Отечественной войны 1941—1945 гг. и т. п.),
— личные собрания, представляющие собой книжные коллекции выдающихся государственных, общественных деятелей, деятелей науки и культуры, выдающиеся библиофильские коллекции, независимо от статуса их собирателей (коллекции Николая II, великого князя Константина Николаевича, М. И. Венюкова, семьи Старцевых и т. д.).

## Директора библиотеки
Соковнин Михаил Алексеевич ([1893-]1894), как заведующий библиотекой
- Перфильев Василий Власьевич (1894—1900), как общественный директор (без жалованья), первый директор[14]
- Белоусов Георгий Фёдорович (1900—1903)
- Полянский С. В. (1903—1904)
- фон-Безе Борис (Бернгард) Фёдорович (1904—1908)
- Гаврилов К. Н. (1908—1910)
- Термен Ричард Иосифович (1910—1913)
- Григорьев М. Т. (1913—1915)
- Брониковский Георгий Иоакимович (1915—1917)
- Плюснин Пётр Васильевич (1918)
- Бабиков Сергей Сергеевич (1919)
- Трусов Александр Евгеньевич (1920—1923)
- Толпегин Анатолий Николаевич (1923—1924, 1925—1931)
- Арсеньев Владимир Клавдиевич, как директор Хабаровского музея (1924—1925)
- Погодин Василий Львович (1931—1933)
- Игнатьев Василий Михайлович (1933—1934)
- Знаменский Виктор Михайлович (1934—1935)
- Сырцов Александр Георгиевич (1935—1939)
- Коробова Александра Ивановна (1939—1940)
- Сторожук Василий Александрович (1941)
- Коновалов Алексей Михайлович (1941—1942)
- Букреева Мария Ивановна (1942—1946)
- Масюк Михаил Семёнович (1946—1950, 1955—1980)
- Плетнёва Вера Георгиевна (1950—1953)
- Гурвич Наталья Дементьевна (1954—1955)
- Матвеева Татьяна Александровна (1980—1984)
- Гаврилова Генриетта Афанасьевна (1985—1990)
- Букреев Александр Иванович (1990—2002)
- Филаткина Ирина Викторовна (2003—2013)
- Якуба Татьяна Юрьевна (2014 — по н.в.)

## Этапы деятельности
- 1894 — библиотека Приамурского отдела Императорского Русского географического общества (ПОИРГО)
- 1895 — Николаевская публичная библиотека (НПБ)
- 1920 — библиотека при Хабаровском областном музее (бывшем Гродековском музее) — Хабаровская научная библиотека (ХНБ)
- 1931 — Дальневосточная краевая научная библиотека (ДКНБ)
- 1938 — Хабаровская краевая научная библиотека (ХКНБ)
- 1983 — Хабаровская краевая универсальная научная библиотека (ХКУНБ)
- 1994 — Дальневосточная государственная научная библиотека (ДВГНБ)

С 1924—1932 гг. — при библиотеке работала Дальневосточная книжная палата (заведующий Е. И. Титов)
С 1938 г. — организованы отдел читальных залов и отдел книгохранения (с 1996 — отдел обслуживания и фондов)
В 1959 г. — Хабаровская краевая научная библиотека (ХКНБ) была утверждена зональной библиотекой по Дальнему Востоку

## Адреса
- 1894 — Хабаровск, ул. Алексеевская, ныне ул. Шевченко, 9 (склад: ул. Хабаровская, ныне ул. Дзержинского, 89)

  Объект культурного наследия № 2700000114
- 1944 — Хабаровск, ул. Карла Маркса, ныне ул. Муравьева-Амурского, 1.

  Объект культурного наследия № 2710010000

## Издания ДВГНБ
- Бодиско А. М. Из жизни Хабаровска. (1913)[15]
- Краткий очерк возникновения и деятельности Николаевской публичной библиотеки Приамурского отдела Императорского Русского географического общества за первое четырёхлетие её существования. 1895—1898: речь директора библиотеки [В. В. Перфильева] в день освящения вновь пристроенного читального зала, 12 января 1899 г. (1899)
- Краткая история Приамурского отдела Императорского Русского географического общества за 20 лет его деятельности. 1893—1913. (1913)
- Маловечкин П. С. 20-летний юбилей Николаевской публичной библиотеки Приамурского отдела ИРГО: краткий исторический очерк возникновения Николаевской публичной библиотеки. Отт. из газ. «Приамурье». I-й из № 2529. (1915)
- Дальневосточная государственная научная библиотека в изданиях и публикациях (1894—2007). (2008)
- Бодиско А. М. Из жизни Хабаровска. Репринт. (2008)
- Барсуков И. П. Граф Николай Николаевич Муравьёв-Амурский: биогр. материалы по его письмам, офиц. док., рассказам современников и печат. источникам. Кн. 1. Репринт. (1999, 2008).
- Барсуков И. П. Граф Николай Николаевич Муравьёв-Амурский: биогр. материалы по его письмам, офиц. док., рассказам современников и печат. источникам. Кн. 2. Репринт. (2009).
- Книжные свидетели былых времён (редкие и ценные издания в фондах Дальневосточной государственной научной библиотеки). (2017).
- Дальневосточная государственная научная библиотека: электронные ресурсы ДВГНБ: буклет. (2017).
- Тропой Дерсу: к 145-летию со дня рождения В. К. Арсеньева: биобиблиогр. указ. (2018).
- Храмовая культура Хабаровска: библиогр. список лит. (2018).
- Сводный каталог книг на языках коренных малочисленных народов Хабаровского края. (2019).
- Арсеньев В. К. Избранное. — Хабаровск: КГБНУК «Дальневосточная государственная научная библиотека», 2022. — 464 с., ил. (К 150-летию В. К. Арсеньева)

### Периодические и продолжающиеся издания ДВГНБ
- Литературно-художественный журнал «Дальний Восток», выходит 6 раз в год (как учредитель и издатель).[16]
- Научно-практический журнал «Культура и наука Дальнего Востока» (с 2007 до 2016 — выходил под названием «История и культура Приамурья»), выходит 2 раза в год, вышло 27 номеров (2019).
- «Библиотечная орбита», выходит с 2014 года, 1 раз в год, вышло 6 номеров (2019).
- «Общедоступные библиотеки Хабаровского края» (с 2001—2002 — выходил под названием «Аналитический обзор деятельности библиотек Хабаровского края»), выходит 1 раз в год.
- «Вестник Дальневосточной государственной научной библиотеки», выходит с 1998 года, ежеквартально.
- «Издано в Хабаровском крае», выходит с 2013 года, 1 раз в год.
- «Книги о Дальнем Востоке», выходит с 1978 года, 1 раз в год.